# Легау
Легау (нем. Legau) — община в Германии, в земле Бавария. 
Подчиняется административному округу Швабия. Входит в состав района Нижний Алльгой. Подчиняется управлению Иллервинкель.  Население составляет 3107 человек (на 31 декабря 2010 года). Занимает площадь 36,35 км².